# David Cañada
David Cañada Gracía, född 11 mars 1975 i Zaragoza, död 28 maj 2016 i Aragonien, var en spansk professionell tävlingscyklist. Från 2004 tävlade han för det spanska UCI ProTour-stallet Fuji-Servetto, tidigare Saunier Duval-Prodir. 

## Karriär
David Cañada blev professionell med ONCE 1996, när han var 21 år, och stannade med dem under fyra år. Under sitt sista år med ONCE, 2000, vann Cañada både Vuelta a Murcia och Circuit de la Sarthe. Han bar också den vita ungdomströjan på Tour de France 2000. Innan dess var hans bästa resultat en andra plats sammanlagt på Vuelta a los Valles Mineros 1997. 
Efter Cañadas första proffssegrar valde han att tävla för Mapei-Quick Step under två år. Sitt bästa resultat med stallet var en fjärde plats på Nederländerna runt 2002. 
Mapei lade ner sin sponsorverksamhet i slutet av 2002 och Cañada fortsatte sin karriär i det nya stallet som hette Quick Step, vilket var en fortsättning av Mapei-stallet. Han slutade trea på Tour de Luxembourg 2003. När säsongen var över gick spanjoren vidare till Saunier Duval-Prodir och fortsatte efter det att tävla för det spanska stallet. Inför säsongen 2009 ändrade stallet namn till Fuji-Servetto.
På etapp 2 av Tour de France 2005 var Cañada med i en utbrytning, gruppen blev dock inhämtade när Thomas Voeckler attackerade. Vinnare av etappen blev till slut Tom Boonen.
Under 2006 vann han Katalonien runt före Santiago Botero och Christophe Moreau.
Under säsongen 2007 blev Cañada trea på Tour de Georgia efter Janez Brajkovic och Christian Vandevelde. På etapp 2 av tävlingen slutade han tvåa bakom Gianni Meersman.
Säsongen 2009 startade något annorlunda än normalt då Cañada blev diagnostiserad med malignt melanom. Första gången han fick diagnosen var år 2007 när han också fick den avlägsnad, men cancern kom tillbaka och den upptäcktes i den vänstra underarmens lymfkörtel. Han blev behandlad för cancern och hoppas komma tillbaka till den professionella cykelsporten.
David Cañada dog, 41 år gammal, efter en cykelolycka.

## Stall
- ONCE 1996–2000
- Mapei-Quick Step 2001–2002
- Quick Step 2003
- Saunier Duval-Prodir 2004–2009